# Bausch & Lomb
Bausch + Lomb là một công ty nhãn khoa của Mỹ được thành lập tại Rochester, New York, một trong những nhà cung cấp lớn nhất thế giới về các sản phẩm chăm sóc mắt, gồm kính áp tròng, sản phẩm phục vụ kính áp tròng, thuốc và cấy ghép các bệnh về mắt.
Công ty được thành lập năm 1853 bởi bác sĩ nhãn khoa John Jacob Bausch và chuyên gia tài chính Henry Lomb. Thương hiệu kính mát Ray-Ban của hãng được bán lại năm 1999 cho Tập đoàn Luxottica của Ý. Bausch + Lomb từng là một công ty đại chúng tham gia niêm yết trên sàn chứng khoán New York NYSE cho đến khi nó đã được mua lại bởi công ty cổ phần tư nhân Warburg Pincus vào năm 2007.
Tháng 5 năm 2013, Valeant Pharmaceuticals đồng ý mua lại Bausch + Lomb từ Warburg Pincus LLC với số tiền $8.57 tỉ. Thỏa thuận này đã được sự chấp thuận của các cổ đông, bao gồm $4.2 tỉ dành để thanh toán các khoản nợ Bausch + Lomb và đóng cửa vào ngày 5 tháng 8 năm 2013. Hiện nay, công ty có trụ sở chính tại Bridgewater, New Jersey, với số lượng nhân công là 13,000 người tại 36 quốc gia.

## Lịch sử

### Những năm đầu

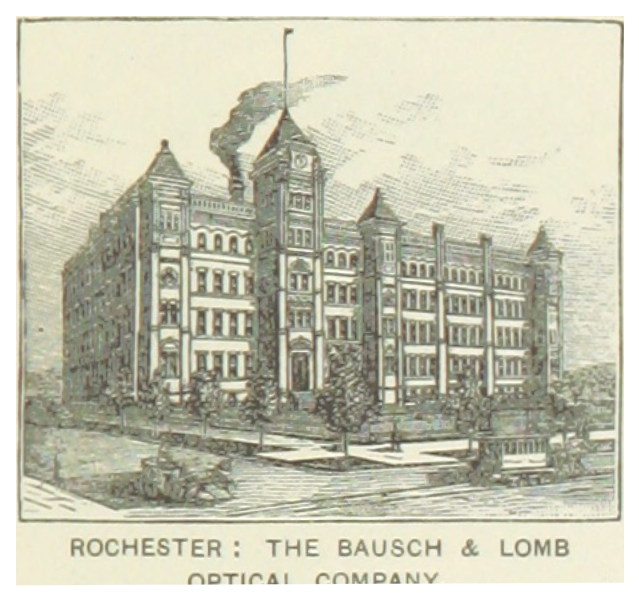
Trụ sở chính tại New York của công ty nhãn khoa Bausch & Lomb Optical Company năm 1891

Bausch + Lomb được thành lập năm 1853 tại Rochester, New York bởi John Jacob Bausch và Henry C. Lomb đều là những người Đức di cư sang lục địa châu Mỹ. Là một bác sĩ nhãn khoa được đào tạo, Bausch tìm thấy Lomb, chuyên gia tài chính và cộng sự mà ông cần cho một cửa hàng nhỏ nhưng đầy tham vọng về sản xuất kính một mắt (monocle). Năm 1861, công ty sản xuất gọng kính cao su cao su Vulcanite và các sản phẩm rõ ràng khác về thị lực.

### Sự phát triển ban đầu của công ty
Trong thời kỳ Cuộc Nội chiến Hoa Kỳ, Liên minh phong tỏa đã khiến giá vàng và sừng từ châu Âu tăng mạnh. Điều này dẫn đến nhu cầu ngày càng tăng với kính Bausch & Lomb làm từ cao su cứng.
Năm 1876, Ernst Gundlach gia nhập công ty và công ty đã bắt đầu sản xuất kính hiển vi. Cuối năm đó, công ty nhãn khoa Bausch & Lomb đã thắng một danh hiệu tại Triển lãm Philadelphia Centennial. Công ty cũng sản xuất ống kính nhiếp ảnh (1883), thấu kính đeo mắt (1889), thiết bị vi phẫu (1890), ống nhòm và kính thiên văn (1893).
Từ năm 1892 hợp tác với Zeiss ở Đức, công ty sản xuất ống kính quang học. Theo cách này, vào cuối thế kỷ 19, dòng sản phẩm bao gồm kính đeo mắt, kính hiển vi và ống nhòm, cũng như máy chiếu, thấu kính máy ảnh và màng ngăn máy ảnh.

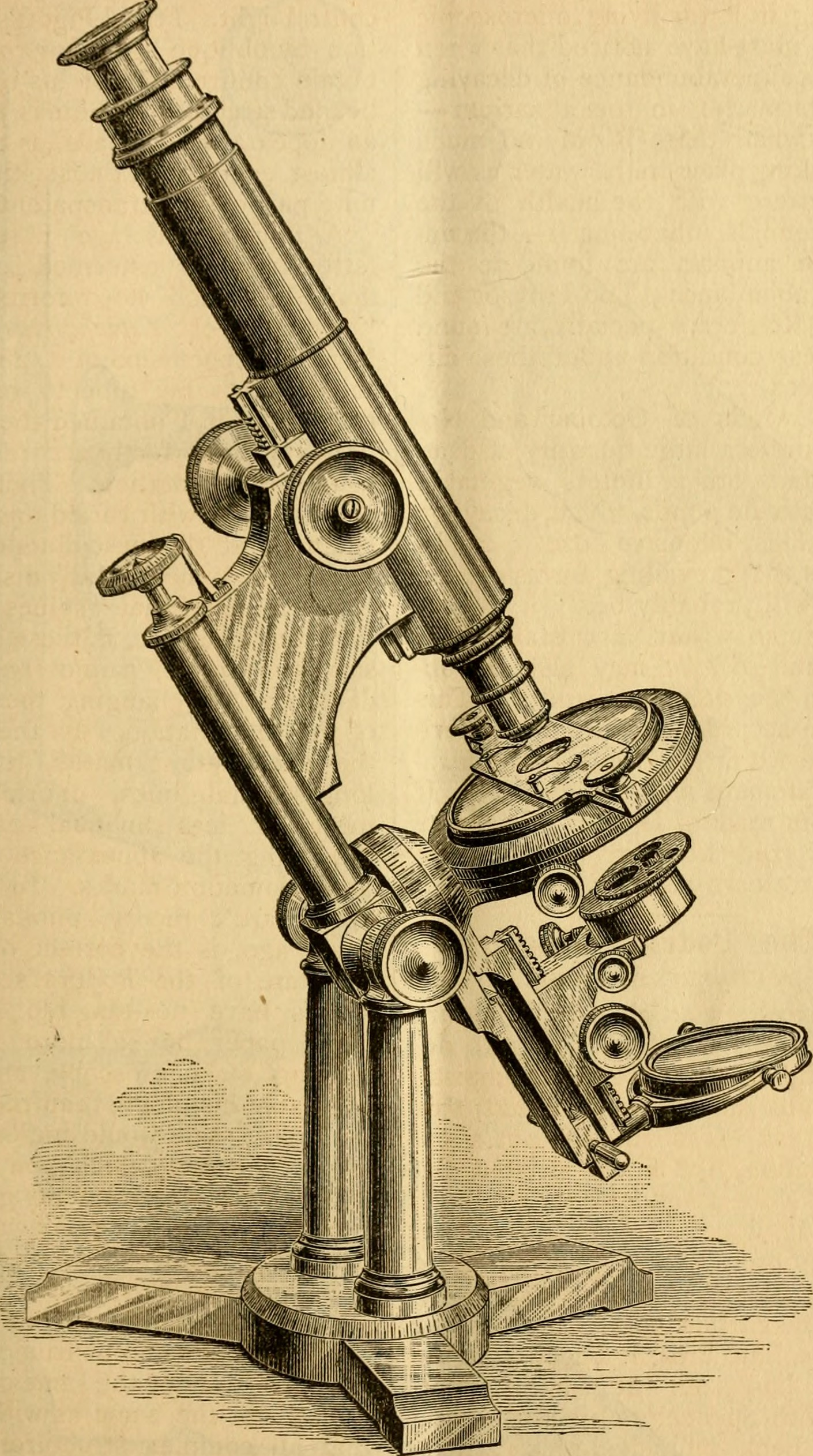
Kính hiển vi 1883
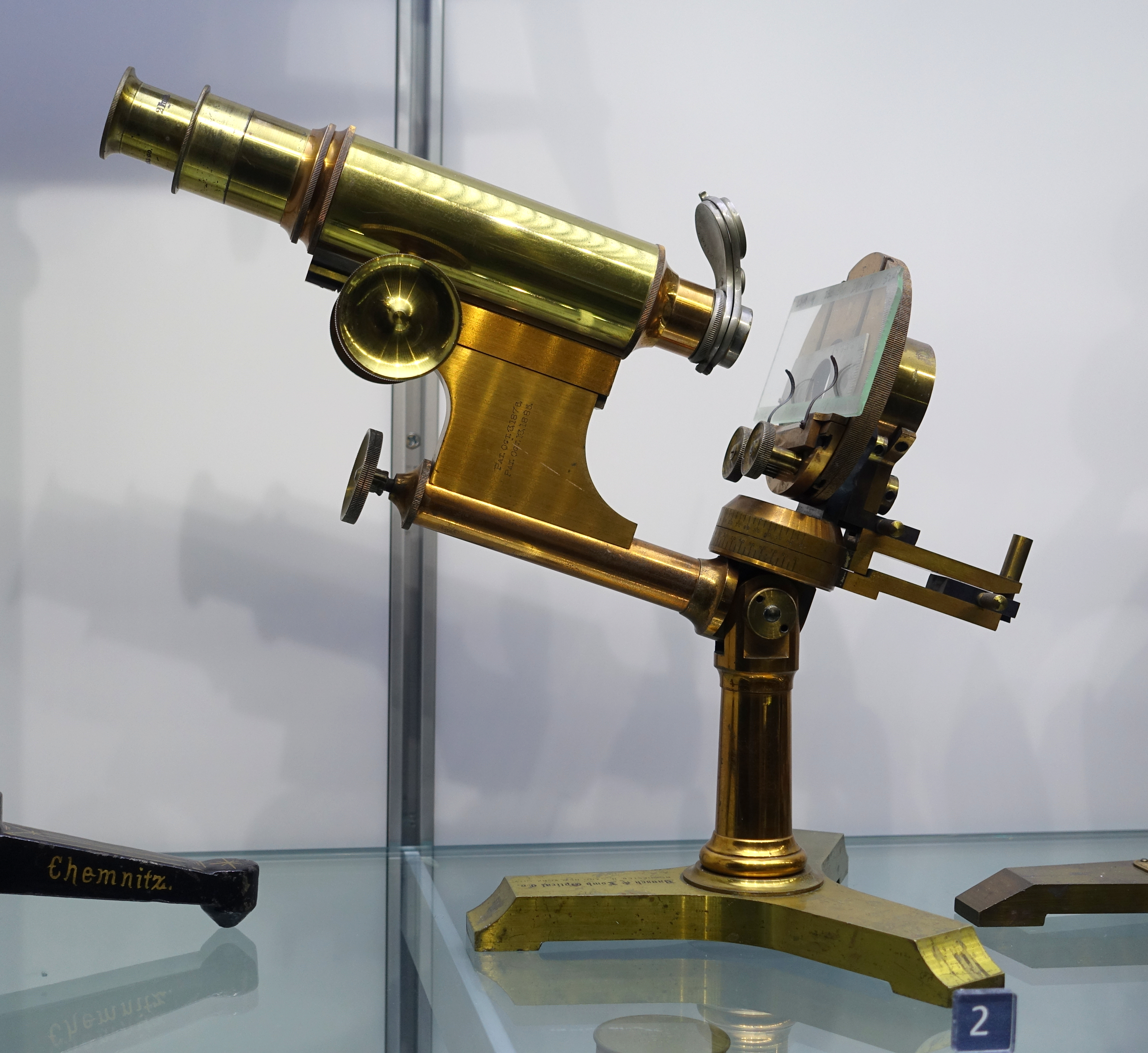
Kính hiển vi vũ trụ, Bausch and Lomb, c. 1890
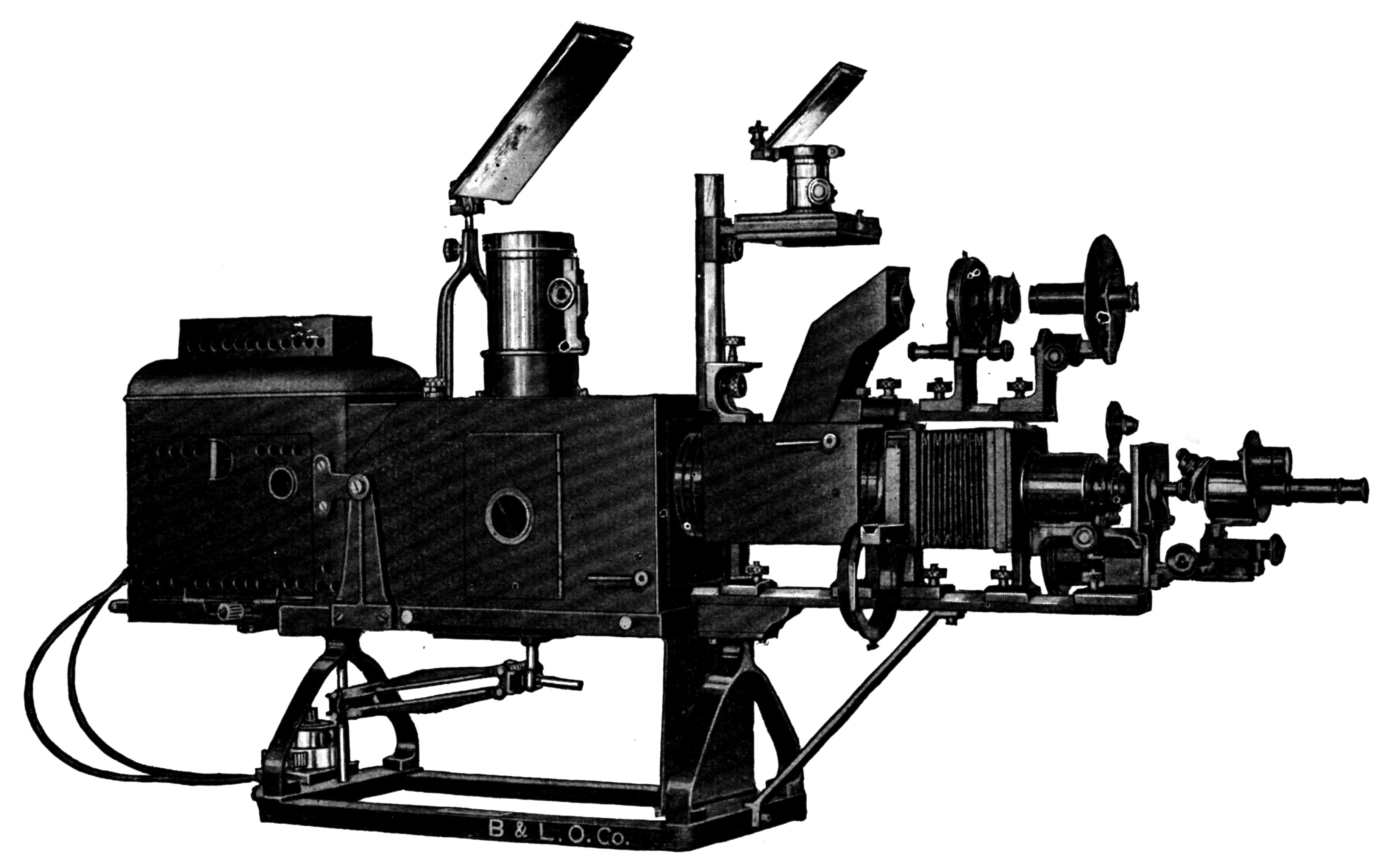
Máy chiếu Bausch & Lomb Convertible Balopticon, khoảng 1913